# 远征军：征服者
《远征军：征服者》是一款回合制战略角色扮演游戏，由Logic Artists开发，2013年5月发行。游戏中玩家扮演一个大航海时代的西班牙征服者，到墨西哥展开他的探险。游戏中提供医生、猎人、探子、战士、学者等职业可供选择，每个职业具有不同技能。不同职业可进行合理搭配，消耗团队经验值可以升级。战斗系统采用的是战棋系统，金钱、食物、药品和武器是游戏中的主要资源。